# Innocent Sorrow
Singles de Abingdon Boys School
Howling
INNOCENT SORROW est le premier single du groupe de rock japonais Abingdon Boys School. Ce single est le premier opening de l'anime D.Gray-man.

## Liste des morceaux
1. INNOCENT SORROW - 4:18
2. Fre@K $HoW - 3:57

## Musiciens
- Takanori Nishikawa – chant
- Sunao – guitare
- Hiroshi Shibasaki – guitare
- Toshiyuki Kishi – clavier